# Hiersac
Hiersac település Franciaországban, Charente megyében. Lakosainak száma 1150 fő (2022. január 1.). Hiersac Asnières-sur-Nouère, Champmillon, Douzat, Moulidars és Saint-Saturnin községekkel határos.

## Népesség
A település népessége az elmúlt években az alábbi módon változott:
| Lakosok száma | 692  | 850  | 966  | 1065 | 1033 | 1027 | 1101 | 1145 | 1152 | 1150 |
|               | 1968 | 1982 | 1990 | 2006 | 2013 | 2015 | 2017 | 2019 | 2020 | 2022 |